# Aceratium
Aceratium is een geslacht uit de familie Elaeocarpaceae. Het geslacht telt ongeveer twintig soorten bomen en struiken die voorkomen van de Filipijnen tot in Vanuatu.

## Soorten
- Aceratium archboldianum A.C.Sm.
- Aceratium brassii A.C.Sm.
- Aceratium calomala Blanco
- Aceratium concinnum S.Moore) C.T.White
- Aceratium dasyphyllum A.C.Sm.
- Aceratium doggrellii C.T.White
- Aceratium ferrugineum C.T.White
- Aceratium hypoleucum Kaneh. & Hatus.
- Aceratium ledermannii Schltr.
- Aceratium megalospermum (F.Muell.) Balgooy
- Aceratium muellerianum Schltr.
- Aceratium oppositifolium DC.
- Aceratium pachypetalum Schltr.
- Aceratium parvifolium Schltr.
- Aceratium pittosporoides Schltr.
- Aceratium sericeum A.C.Sm.
- Aceratium sericoleopsis Balgooy
- Aceratium sinuatum Coode
- Aceratium sphaerocarpum Kaneh. & Hatus.
- Aceratium tomentosum Coode